# Grumo

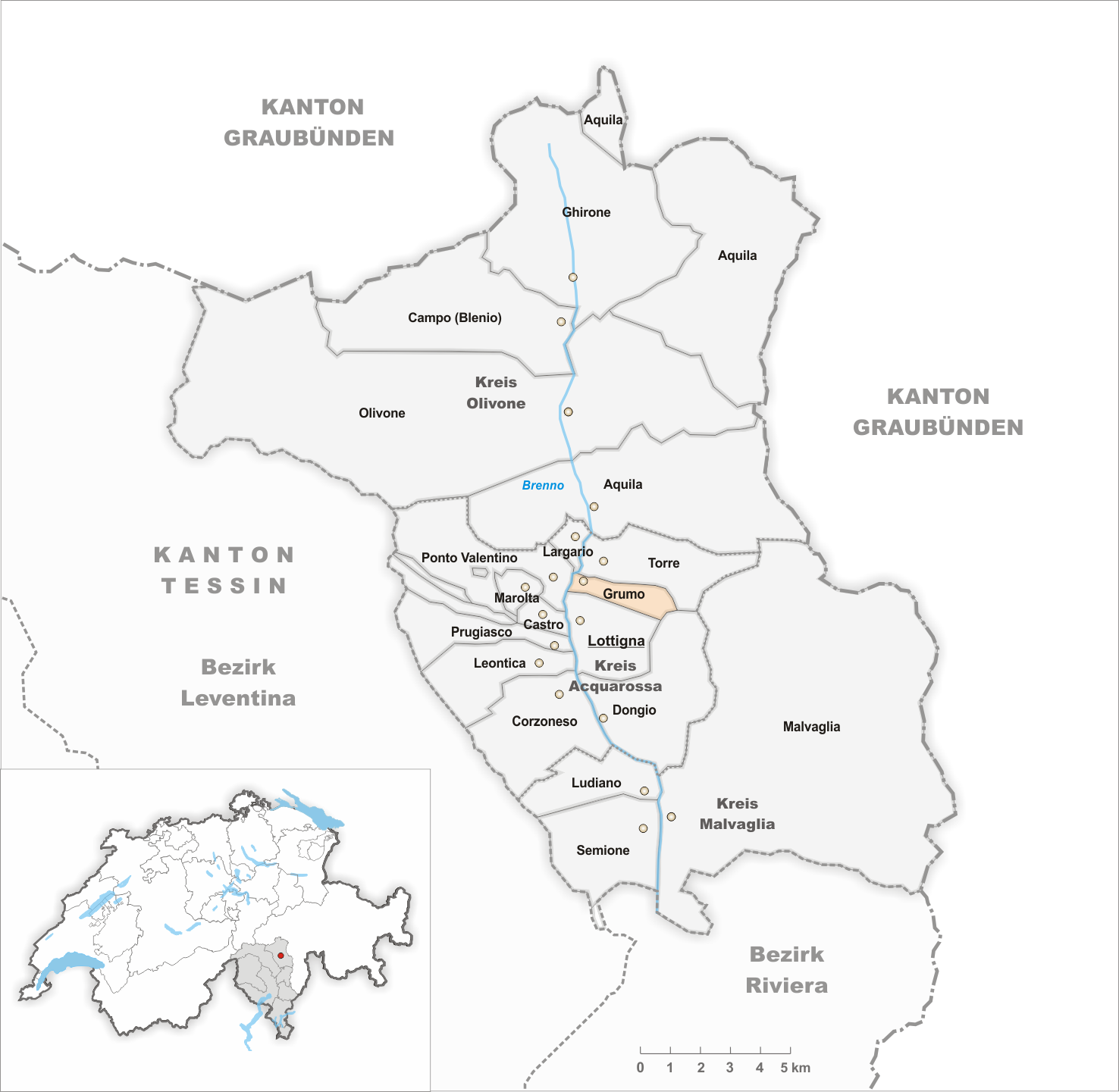
Gemeindestand vor der Fusion am 1. Januar 1928

Grumo war eine selbständige politische Gemeinde im Kreis Olivone, im Bezirk Blenio, Kanton Tessin, in der Schweiz.

## Geschichte
Im Jahr 1928 fusionierte Grumo zur Gemeinde Torre, die ihrerseits 2006 in der Gemeinde Blenio aufging.

## Sehenswürdigkeiten
- Oratorio San Pietro Martire[1]